# Галицьке королівство
Галицьке королівство (лит. Regnum Galiciae) — назва, застосовувана в деяких західних писемних пам'ятках щодо Галицько-Волинського князівства або лише його галицької частини — Галицького князівства. Німецьке джерело в розповіді про смерть Романа Мстиславича (пом. 1205) називає останнього королем русинів. Угорські королі, які претендували на західно-українські землі, титулували себе від 13 ст. «королями Галичини і Лодомерії» (уперше зустрічається 1206 в титулі короля Андраша II). 1215 року з таким титулом короновано королевича Коломана (Кальмана). У деяких латиномовних документах галицько-волинського князів початку 14 ст. замість назви Галицьке королівство вжито «королівство Русь» (лит. regnum Russiae). Юрій Львович титулував себе «король Русі, князь Ладімірії» (напис на печатці — Domini Georgi[i] Regis Russiae… Ducis Ladimiriae). Тобто в цьому випадку поняття «королівство Русь» було ідентичне поняттю «королівство Галичини». «Королем Русі» титулував себе і король Польщі Казимир III у перші роки після загарбання Галицького королівства Польщею, оскільки прагнув розглядати польське панування в Галицькому королівстві як персональну унію двох своїх королівств — Польського і Руського; лише під тиском польських магнатів він погодився на приєднання Галицького королівства до Польського королівства. Офіційну назву — Королівство Галичини та Володимирії — мала провінція Австрійської монархії (від 1867 — Австро-Угорщина), до якої входили українська Галичина (Східна Галичина) та приєднані до неї південно-польські землі (Західна Галичина).